# Comitès de Defensa de la República
Els Comitès de Defensa de la República (amb sigles CDR) (també anomenats Comitès de Defensa del Barri) anteriorment anomenats Comitès de Defensa del Referèndum, són un conjunt d'assemblees locals, de barri, comarcals i nacional amb l'objectiu de defensar, en primera instància, el referèndum de l'1 d'octubre i la república catalana posteriorment, des de l'estratègia de la no-violència. Les assemblees aglutinen membres d'entitats, partits polítics independentistes, sectors de l'economia o l'esport i persones independents que busquen organitzar aquesta defensa poble a poble i barri a barri. Existeixen també CDR internacionals, com per exemple el CDR de París, organitzat a partir de residents catalans en la ciutat francesa.

## Història
L'abril del 2017 es formà el Comitè de Defensa de la República a Sant Cugat del Vallès. El 5 de juny es presentà el Comitè de Defensa del Referèndum a l'Alt Penedès. El 4 de juliol es constituí el Comitè de Defensa del Referèndum del districte de Nou Barris (Barcelona).
Els CDR van néixer com un grup de voluntaris el setembre de l'any 2017 per associacions independentistes catalanes amb l'objectiu inicial de facilitar la realització del referèndum d'independència de l'1 d'octubre (1-O), suspès pel Tribunal Constitucional espanyol. El seu principal impulsor va ser l'Esquerra Independentista, si bé també incloïen membres d'altres organitzacions, com l'Assemblea Nacional Catalana, Òmnium Cultural, Partit Demòcrata Europeu Català, Esquerra Republicana, militants llibertaris, entre d'altres. Després de l'1-O, els Comitès varen ser els protagonistes de concentracions i protestes contra la Policia Nacional i la Guàrdia Civil, i es van reconvertir en Comitès de Vaga per a la vaga general del 3 d'octubre.
L'11 de gener de 2018 el jutge del Tribunal Suprem d'Espanya Pablo Llarena, en una providència, demanà a la policia que s'intensifiqués la investigació dels CDR concretament respecte a les reunions dutes a terme el 14 d'octubre a Sabadell, el 21 d'octubre a Igualada i el 4 de novembre a Manlleu.
A principis d'abril del 2018 apareix a la premsa notícies d'un moviment clandestí unionista que reacciona als CDR: els Grupos de Defensa y Resistencia. Es dediquen principalment a llevar símbols i altres elements de la propaganda independentista.
L'Audiència Nacional ordenà la detenció l'abril de 2018 de dos membres dels CDR acusant-los de delictes de rebel·lió i terrorisme.
El 23 de setembre de 2019 la Guàrdia Civil, per ordre de l'Audiència Nacional d'Espanya va detenir 9 persones vinculades a l'entorn dels CDR, acusats d'estar preparant, presumptament, un atemptat. La fiscalia els imputava els delictes de terrorisme, rebel·lió i tinença d'explosius. Dos d'ells quedaren en llibertat poc després, i els altres set foren traslladats a un quarter de la Guàrdia Civil a Tres Cantos, Madrid. En conèixer-se les detencions, es va realitzar una manifestació a les 19 i les 20 h del mateix dia, davant la caserna de la Guàrdia Civil a Barcelona on prop de mil persones varen manifestar-se en contra d'aquestes detencions. També es cridà a altres mobilitzacions a diverses capitals de comarca arreu de Catalunya. El president de la Generalitat Joaquim Torra, comunicà, a través de carta, al President del Govern d'Espanya Pedro Sánchez, on, entre altres coses Torra, li mostrà la seva indignació en relació amb aquests fets succeïts, i li digué que es tractava d'un muntatge «juridicopolític i mediàtic» per tal de crear «un fals relat de violència a Catalunya».

## Organització nacional

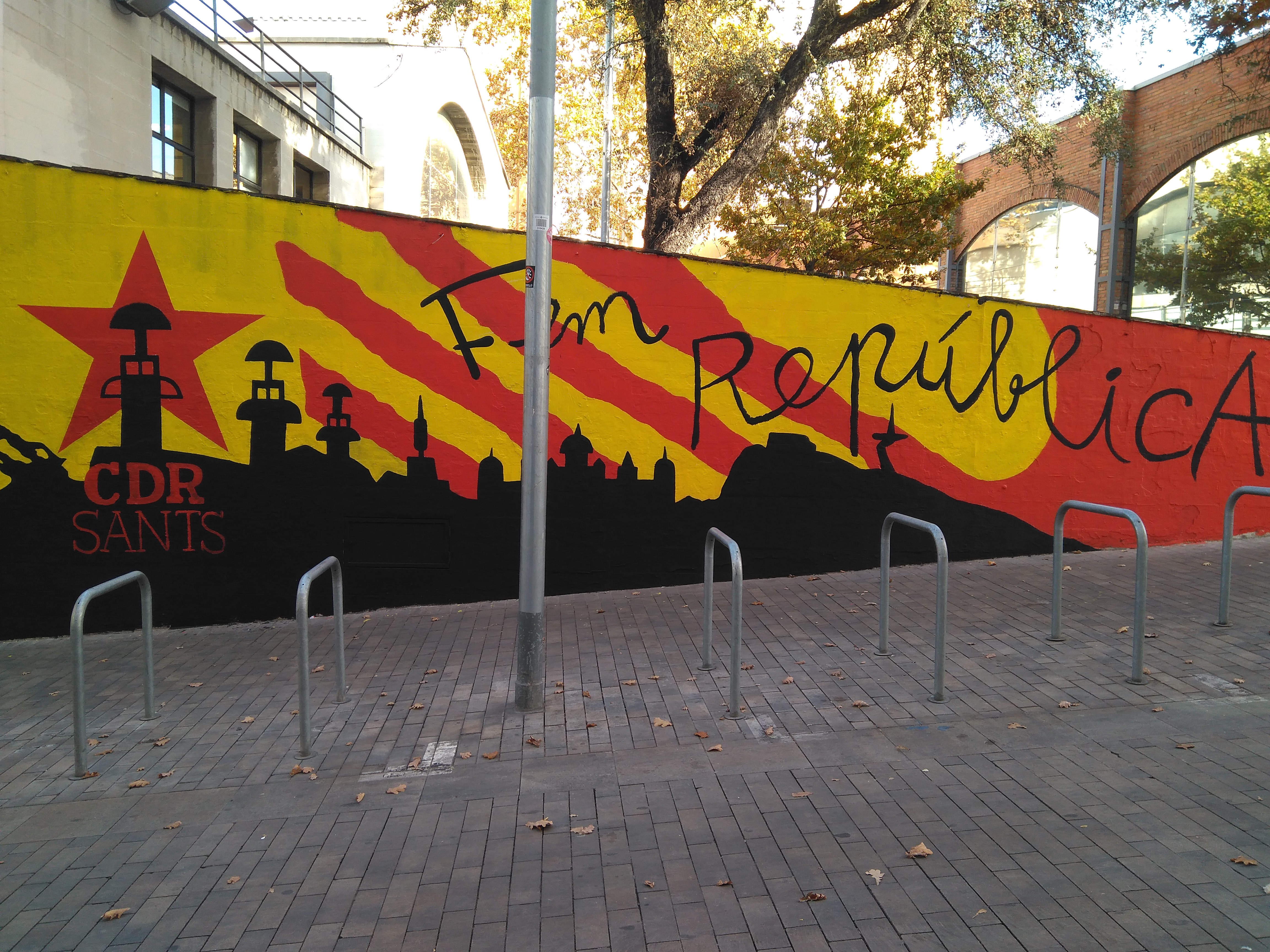
Mur pintat a Sants que refereix al CDR del barri de Sants amb l'escrit «Fem República».

Després de la declaració i posterior suspensió de la independència per Carles Puigdemont i amb l'amenaça que s'apliqués l'article 155 de la Constitució espanyola, una norantena de representants de CDR locals i de barri es van reunir a Sabadell per coordinar futures mobilitzacions. En l'acte, on van assistir unes dues-centes persones representant més de 90 CDR, es va desmentir que les organitzacions fossin afins a la CUP, remarcant el seu caràcter transversal.
| «                                                                         | Reunides a Sabadell membres d'un centenar dels ‘Comitès de Defensa del Referèndum’ d'arreu del territori, després d'aquestes jornades històriques en què el veïnat organitzat ha aconseguit fer efectiu el dret d'autodeterminació del nostre poble malgrat la repressió de l'Estat, ens proposem avançar per enxarxar-nos a nivell supramunicipal. Davant la imminent aplicació de l'article 155 o si es produeixen detencions, mentre continuem enfortint l'organització popular des de baix impulsarem i ens sumarem a les mobilitzacions al carrer per defensar la voluntat popular, contra la repressió i per la retirada de les forces d'ocupació de casa nostra. | » |
| — Comunicat de la primera reunió dels CDR, Sabadell, 14 d'octubre de 2017 | |   |

La setmana següent, el 21 d'octubre, es va organitzar una nova assemblea a Igualada amb l'obejctiu de debatre si els CDR s'havien de coordinar i, en cas afirmatiu, com havien de fer-ho a nivell nacional i territorial. De l'assemblea, amb més de 100 CDR representant municipis i barris d'arreu del territori català, es va decidir que havia d'haver-hi coordinació a nivell comarcal i nacional creant una mínima estructura tècnica per a organitzar les trobades a nivell nacional, servir d'èina comunicativa internament entre CDR i tenir capacitat de convocar autònomament accions a nivell nacional, sense especificar quin tipus d'accions.
El dia 28 d'octubre es va celebrar la tercera trobada nacional a Argentona.
El dia 4 de novembre es va reunir l'assemblea nacional a Manlleu per tal coordinar-se per la vaga general convocada pel dia 8 de novembre i acabar d'organitzar-se a nivell nacional. Així doncs, el dilluns següent diversos CDR locals van organitzar accions descentralitzades arreu del territori català. Aquestes van consistir, principalment, en tallar carreteres importants per protestar contra l'empresonament dels Jordis (Jordi Sànchez i Jordi Cuixart) i els membres del Govern de la Generalitat de Catalunya i per a defensar la independència.

## Estructura
Actualment es comptabilitzen unes 285 assemblees locals, de barri i sectorials (la pròpia estructura comptava amb 175 assemblees segons la nota de premsa de la 4a assemblea del 4 de novembre) distribuïdes per tot el territori dels Països Catalans, la gran majoria en territori de Catalunya, però també a les Illes Balears i al País Valencià. De la mateixa manera, han anat apareixent assemblees a ciutats de tot el món com Tolosa, Vitòria, París, Brussel·les, Berlín, Londres, Milà, Copenhaguen, Mèxic DF, Nova York, Bogotà, Tòquio, entre d'altres. Un comunicat publicat al compte de Twitter del CDR Catalunya informava que l'estructura organitzativa i operativa es va consolidar, ràpidament però eficaç, i que mantenien el contacte amb altres entitats sobiranistes i sindicals.

### Transversalitat i independència
L'estructura és transversal, aglutinant tot el ventall ideològic, des de membres llibertaris fins a militants del PDeCAT. Aquesta transversalitat, però, també és generacional i amb presència notable de persones d'avançada edat en les assemblees. Molts CDR treballen per tal d'involucrar, també, a col·lectius de persones migrants de qualsevol origen. La transversalitat també és notable en l'experiència de les persones que hi participen, amb gent que ha militat activament en d'altres moviments i gent que no.
La independència de les assemblees locals és absoluta, funcionen de forma autònoma i assembleària. A aquestes assemblees locals, s'hi suma la coordinació en l'àmbit supramunicipal, que serveix per traslladar les decisions preses a d'altres comitès del territori circumdant. Finalment, aquestes assemblees territorials es coordinen a través d'una coordinadora nacional, mitjançant dos delegats (un home i una dona o dues dones) escollits per la mateixa assemblea, on s'hi traslladen les iniciatives mobilitzadores que afecten tot el territori.

## Membres imputats
El dia 10 d'abril de 2018, la Guàrdia Civil va detenir a Tamara Carrasco i va ordenar la captura d'Adrià Carrasco per haver "continuat l'estratègia del Govern de Puigdemont", acusats de rebel·lió i terrorisme. Tamara Carrasco fou traslladada a Madrid per ordre de l'Audiència Nacional. Addicionalment, els Mossos d'Esquadra van detenir fins a 6 persones (dues de Malgrat de Mar, una d'Òrrius, una a Arenys de Mar, una a Solsona i una a El Pont de Vilomara) acusades d'atemptat contra l'autoritat, desordres públics i desobediència. Les sis persones van quedar en llibertat amb càrrecs al llarg del matí, després de declarar. Tamara Carrasco fou finalment absolta en una sentència judicial que qüestionà l'actuació policial i de la fiscalia en el cas.
El 23 de setembre de 2019, la Guàrdia Civil va detenir nou CDR en diverses localitats del Vallès i Osona en una operació ordenada per l'Audiència Nacional, més tard coneguda com a operació Judes. La Fiscalia de l'AN va informar que es tractava d'un "grup separatista d'índole secessionista català", i que els detinguts estaven sent investigats per delictes de rebel·lió, terrorisme i tinença d'explosius des de feia mesos. Dos dels detinguts a Sabadell van quedar en llibertat aquella mateixa tarda amb càrrecs després de prestar declaració a la comandància de la Guàrdia Civil a la Travessera de Gràcia, a Barcelona. El 26 de setembre, el jutge de l'Audiència Nacional va decretar presó incondicional pels altres set CDR en detectar indicis de pertinença a organització terrorista, estralls en grau de conspiració i fabricació i tinença d'explosius. Després de l'excarceració als tres mesos, tots ells resten pendents de judici.

## Mobilitzacions
La independència de les assemblees locals dels CDR ha permès mobilitzacions constants i de molt diferent caire arreu del territori on tenen implantació. Aquestes van des del desplegament de pancartes a Londres i París, pintades de murals als pobles, penjada massiva de llaços grocs, cercaviles, àpats populars, entre moltes d'altres.

### 1 d'octubre de 2017
Els dies previs a la celebració del Referèndum sobre la independència de Catalunya de l'1 d'octubre, de manera autoorganitzada, les AMPA i veïns de cada col·legi electoral van començar a organitzar-hi activitats a partir de la fi de la jornada escolar de divendres per tal d'impedir-ne el precinte a mans dels Mossos d'Esquadra. A última hora, quan els ciutadans ja havien organitzat de forma espontània centenars de tancades, les entitats i fonts del mateix Govern de Catalunya, que inicialment havien cridat a fer cues als col·legis des de diumenge al matí, van fer una crida perquè la gent ocupés els col·legis electorals durant el cap de setmana; l'objectiu era evitar el tancament i precinte dels col·legis tal com havia manat la jutgessa del Tribunal Superior de Justícia de Catalunya. D'aquesta manera, moltes escoles van fer activitats lúdiques durant divendres a la tarda i dissabte. Les entitats van convocar a la ciutadania a defensar els col·legis diumenge des de les cinc del matí.
El mateix dia 1 al llarg de tot el dia, centenars de ciutadans van romandre als col·legis on havien votat per defensar-los dels assalts policials que es duien a terme durant el transcurs del dia. Va ser durant les últimes hores de la jornada quan les entitats i els ciutadans van fer una crida per a defensar els col·legis a l'hora del tancament per evitar que la policia confisqués les urnes plenes de vot o les actes del recompte. Durant el dia, la policia havia clausurat alguns col·legis electorals, i d'altres s'havien traslladat a col·legis més ben defensats per a assegurar els vots, el recompte i les urnes.
Tota aquest organització ciutadana es va promoure no només des de les entitats i partits sobiranistes sinó des dels recentment creats Comitès de Defensa del Referèndum, amb la intenció de coordinar les accions anteriors i buscar la suma de persones no vinculades a cap entitat ni partit.

### 3 d'octubre de 2017
El dia 3 d'octubre els sindicats CGT, CNT, COS, I-CSC i IAC, així com els diferents Comitès de Defensa de la Vaga, van convocar una jornada de vaga general. L'objectiu era denunciar la vulneració de drets i l'empitjorament de les condicions laborals en diferents centres de treball fruit de la intervenció en ells dels cossos de la Policia espanyola i la Guàrdia Civil, emmarcada dins la campanya repressiva anomenada Operació Anubis contra la celebració del referèndum sobre la independència de Catalunya.
Els Comitès de Defensa del Referèndum van autoorganitzar-se de la mateixa manera que dos dies abans i a primera hora del matí van tallar les principals carreteres del país en diversos punts. Des de les principals vies de Barcelona a l'AP-7, que es va tallar per tres punts de les comarques de Girona i al Penedès, així com l'AP-2 a Molins de Rei, la C-32 a l'altura de Sitges i la C-25 a Vic. Unes 15 grans vies principals i els accessos a França i Andorra van ser tallats abans de les 8 h. La principal via afectada fou l'AP-7 amb 10 quilòmetres de retencions; segons trànsit hi hagué problemes de circulació per manifestacions i marxes lentes a les següents vies: C-31, C-32, B-10, C-16, C-17, C-25, C-28, C-37, C-252, C-58, C-63, C-65, B-23, B-30, C-66, GI-514, N-145, N-154, N-340, N-240, N-260, N-420 i N-II. També va haver-hi afectacions i talls a la Via Laietana, la Meridiana o la Ronda Litoral de Barcelona.

### 8 de novembre de 2017
El dia 8 de novembre la Intersindical-CSC va convocar una vaga general en protesta per la «regressió de drets socials», la precarietat laboral i el reial decret-llei 15/2017 aprovat pel Govern espanyol, que facilità el trasllat d'empreses establertes a Catalunya a altres comunitats autònomes.

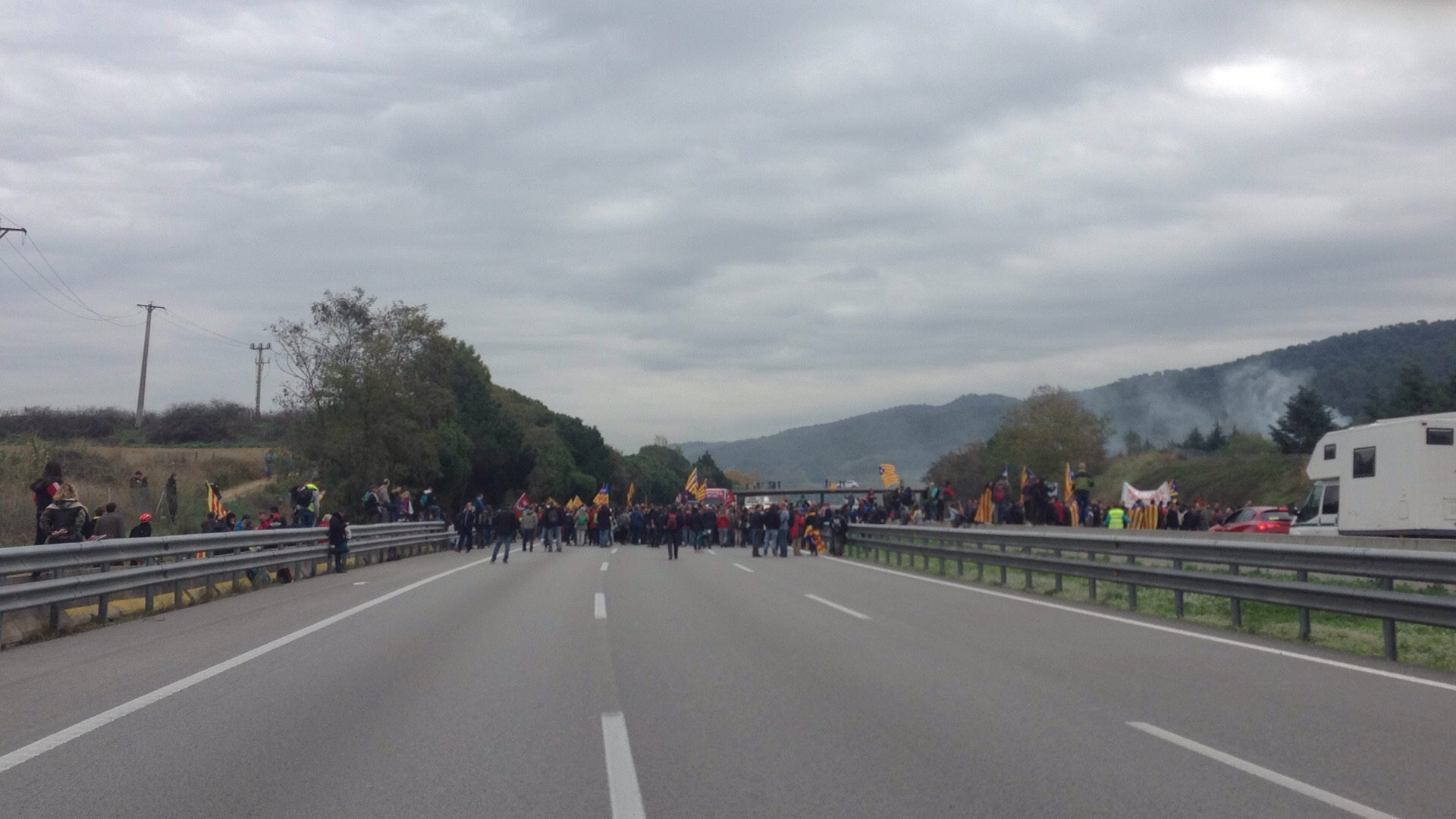
Tall a l'AP7 a Cardedeu organitzat pels CDR del Baix Montseny.

Aquesta jornada va servir perquè els Comitès de Defensa de la República coordinessin una gran acció a nivell català per a demostrar que el control del territori és clau i que amb uns pocs milers de persones és possible bloquejar totes les grans vies de comunicació del territori català així com les fronteres tant amb el País Valencià i Aragó com amb França. A primera hora del matí els CDR van convocar la ciutadania i van tallar diverses autopistes i carreteres del país. El tall més important va realitzar-se a l'AP-7 a l'altura de Borrassà (Alt Empordà), prop del peatge de Figueres, amb l'objectiu de bloquejar indefinidament la frontera. Finalment es va mantenir fins que els Mossos d'Esquadra i la Policia Nacional espanyola van arribar a les 22h aproximadament i, davant de l'amenaça de possible violència policial, els CDR van desconvocar el tall. Malgrat tot, alguns manifestants es van voler quedar allà i la policia els va desallotjar. També es va tallar l'accés al Port de Tarragona, la Nacional II i la C-32 a l'altura de Vilassar de Mar, l'A-2 a Òdena i Sant Joan Despí, la C-58 a l'altura de Sabadell, la B-140 a Mollet del Vallès i, la C-16 a Sallent i Sant Cugat del Vallès, la C-17 a Aiguafreda, la C-25 a Vic, Artés i Manresa, l'AP7 entre Llinars del Vallès i Cardedeu, i la carretera entre Puigcerdà i França.

### Tu votes, tu comptes
Durant el dia de les eleccions al Parlament de Catalunya, els CDR i l'ANC van organitzar una estructura d'escrutini popular perquè "ningú pugui manipular els resultats ni desacreditar-los". Aquesta iniciativa, que va tenir el recolzament de la Candidatura d'Unitat Popular, va utilitzar una aplicació de mòbil per transmetre els resultats de cada mesa electoral durant l'escrutini amb la presència d'apoderats a cada una de les meses arreu del territori.
Per tal de realitzar aquesta auditoria, es van desplegar per tot el territori més de 4.000 voluntaris que enviaven en temps real les dades de cada una de les meses electorals, les quals eren recopilades i publicades al web cataloniavotes.today, des d'un centre de recollida de dades amb més de 300 persones.

El dia 9 de febrer, un mes i mig després de les eleccions, el compte de Twitter oficial del CDR Catalunya va publicar un comunicat en què donaven el recompte per finalitzat amb un 98,56% de les meses escrutades. En el comunicat, afirmaven haver detectat errors en 157 meses (1,9% del total) i concloïen que els resultats oficials presentats eren correctes:
| «                                                                    | Gràcies a la implicació de milers de persones, amb la coordinació de CDR de tot el país, la col·laboració inicial de l'ANC i el suport de la CUP i d'ERC, deixem per tancat el recompte paral·lel amb un 98,56% de les meses escrutades. Mai cap partit polític, de qualsevol color, havia fet una auditoria de les eleccions amb aquest nivell de precisió. Això ens ha permès detectar erores en les dades oficials de 157 meses, que representen un 1,9% del total de meses. Ens podríem plantejar si és un percentatge assumible o no. Malgrat els errors trobats, no veiem una 'mà negre' per alterar el resultat del repartiment d'escons. Adjuntem un resum dels errors trobats i els posem a disposició de qui els vulgui consultar. Un cop més hem demostrat que el poble organitzat és imparable i que clarament és la primera estructura d'estat. Volem instar el govern de la República perquè, de cara a unes pròximes eleccions, utilitzi aquest sistema de transparència on tot ciutadà pugui consultar les actes i els resultats obtinguts per evitar així qualsevol intent de manipulació. Mil gràcies a totes les participants d'aquest projecte! | » |
| — Comunicat del CDR Catalunya sobre l'escrutini, 9 de febrer de 2018 | |   |

### 23-25 de febrer de 2018
Unes 150 persones van encadenar-se i bloquejar l'accés a les portes del Palau de Justícia de Barcelona des de les 7:45 del matí del 23 de febrer (fent-ho coincidir amb el cop d'estat del 23F), sota el lema: "Ens volen callades, però respondrem plegades". L'objectiu de l'acció era mostrar el rebuig sobre els diferents processos judicials contra l'independentisme, el exestudiants i professorat de la UAB –els anomenats 27 i més–, els rapers Valtònyc i Pablo Hasel, Alfon de Madrid o els activistes contra els murs de l'AVE a Múrcia. Durant el desallotjament per part dels Mossos d'Esquadra, 14 persones van ésser detingudes sota els càrrecs de resistència i desordres públics, i a dues d'elles, addicionalment, per atemptat a l'autoritat. Després de passar la nit a la comissaria de Travessera de les Corts de Barcelona, els detinguts van declarar davant el jutge i posteriorment deixats en llibertats amb càrrecs. Desenes de persones van restar a les portes davant la comissaria i la Ciutat de la Justícia, reclamant-ne l'alliberament.
El dia 25 de desembre, en el marc del Mobile World Congress i del sopar innaugural, els CDR van convocar manifestacions a Barcelona per a protestar per la presència del rei d'Espanya Felip VI i contra el seu posicionament després de les càrregues policials de l'1 d'octubre. Segons el mitjà La Directa van ser desplegats "un miler d'antiavalots dels Mossos d'Esquadra i un centenar del Cos Nacional de Policia espanyola, tots els disponibles ahir a Catalunya" i, afegia que "es van veure desbordats i no van poder perimetrar permanentment les quinze manifestacions que esperaven l'arribada del monarca a la Via Laietana". El SEM va informar que 19 persones van haver d'ésser ateses degut a les dures càrregues policials. Una persona va ésser detinguda, acusada d'atemptar contra un agent de l'autoritat, durant les càrregues policials que pretenien obrir pas pel passeig de Colom a la comitiva de la Casa Reial.

### 27 de març de 2018
Després de tres dies de protestes als carrers pels empresonament dels membres del Govern i l'ordre de detenció del president Carles Puigdemont, els CDR van convocar talls, per al dia 27 de març, a les principals carreteres que connecten Catalunya amb territoris veïns.
Fronteres
El tall que va mobilitzar més persones, unes 2.000, es va fer a l'alçada de Figueres, barrant la circulació a la frontera amb França. Des de les 6 del matí fins dos quarts de dues del migdia, es va realitzar un tall a l'alçada de la sortida 3 a Figueres. El comunicat del CDR Nord Oriental (convocant de l'aturada) va ser l'exigència de proclamació "immediata" de la República [Catalana], així com "la llibertat i amnistia de les preses polítiques, la retirada del 155 i la restitució de les institucions". A mig matí, sobre tres quarts de dotze, més de 30 furgonetes dels agents antiavalots dels Mossos d'Esquadra, es van desplaçar fins al tall per tal de desallotjar els concentrats (que en tot moment van resistir pacíficament), cosa que va acabar amb dues persones ferides, segons van comunicar els CDR. Un cop desallotjada l'autopista, els manifestants es van dirigir a la N-II a Llers i van tallar-ne el trànsit durant més d'una hora i mitja hora fins que, de nou, els Mossos d'Esquadra van desallotjar-los.
Pel que fa a la frontera sud, els CDR també van organitzar un tall a l'alçada de Les Cases d'Alcanar, és a dir, a la frontera sud amb Castelló, que va començar a les 8 del matí. El cos d'antiavalots dels Mossos d'Esquadra va començar a desallojar els manifestants a quarts d'una del matí.
A mig matí, l'autovia A-2 també va ser tallada entre Soses i Alcarràs, a l'alçada de la sortida 446. Set hores després del tall, un desplegament de 50 antiavalots ARRO i les càrregues perpetrades per aquests van deixar una persona inconscient després de rebre diversos cops.
Barcelona
A les 7:30 hores un grup d'uns 100 manifestants va tallar l'Avinguda Diagonal, a l'alçada de Maria Cristina, al voltant d'una hora, sense més incidents que les cues generades pel tall. Tanmateix, un grup d'unes trenta persones van tallar l'Avinguda Meridiana de Barcelona, des de les 8:10 fins a les 8.50 hores.
A la tarda, centenars de manifestants es van concentrar davant de l'Estació de Sants, amb la presència d'un fort desplegament policial, per tal de demanar l'alliberament dels presos polítics i en solidaritat amb els investigats pel tall de les vies de l'AVE durant la jornada de la vaga del 8-N.

### 21 de desembre de 2018
El Consell de Ministres es va reunir a la Llotja de Mar de Barcelona protegit per un dispositiu de 9.000 agents de Mossos d'Esquadra i la Policia Nacional, per impedir la protesta, que va consistir en el tall d'una vintena de carreteres i una manifestació pel centre de Barcelona, amb una càrrega policial.

### Octubre de 2019. Protestes contra la sentència del judici al procés independentista català
Quan es va fer pública la sentència del judici al procés independentista català, el 14 d'octubre de 2019, les protestes van ser multitudinàries i van estar protagonitzades per diversos col·lectius com estudiants el dijous o coincidint amb l'arribada de les Marxes per la Llibertat i la vaga general el divendres. Els talls de carretera van ser constants. Durant el dia les protestes van ser pacífiques però durant la nit hi va haver una tensió creixent entre els cossos policials, que van fer ús de les pilotes de goma i la tanqueta d'aigua contra grups de manifestants, alguns dels quals violents i armats amb pedres i pirotècnia. Nombrosos periodistes manifestaren haver estat agredits pels policies durant la cobertura dels incidents.

### Protestes contra la visita del rei en 2020
La visita a la capital catalana del rei d'Espanya el 9 d'octubre de 2020 pel lliurament de premis de la Barcelona New Economic Week del Consorci de la Zona Franca, al que va assistir el president del govern espanyol, Pedro Sánchez, va provocar les protestes d'un miler de persones, a les quals es va impedir acostar-se a l'estació de França, on es va organitzar l'esdeveniment.

## Accions internacionals
El 10 de gener de 2018 diversos catalans que resideixen a la capital francesa —mobilitzats pel CDR de París— es concentraren a la Place Édouard Hérriot duent una pancarta per demanar la llibertat dels presos polítics de Catalunya i per exigir que es respectessin els resultats de les eleccions al Parlament de Catalunya de 2017.
El 13 de gener de 2018 a la nit, el CDR de Brussel·les col·locà llaços grocs, una estelada i una urna —igual que les utilitzades en el Referèndum sobre la independència de Catalunya— davant de l'edifici de la Comissió Europea per tal de demanar que la Unió Europea actuï i ajudi en el conflicte entre Catalunya i Espanya.